# Lijst van burgemeesters van Geldermalsen
Dit is een lijst van burgemeesters van de voormalige Nederlandse gemeente Geldermalsen in de provincie Gelderland.
| Ambtsperiode       | Naam burgemeester                                       | Partij of stroming | Bijzonderheden                                                          |
| ------------------ | ------------------------------------------------------- | ------------------ | ----------------------------------------------------------------------- |
| 1818 - 1836        | O.P. (Otto Pieter) Verweij (1765-1836)                  |                    |                                                                         |
| 1837 - 1844        | G. Murman                                               |                    |                                                                         |
| 1844 - 1877        | G.J.H. (Gerrit Jan Hendrikman) Murman (1816-1877)       |                    |                                                                         |
| 1878 - 1880        | G. Murman                                               |                    |                                                                         |
| 1880 - 1905        | A.J.A. (Anthonius Johannes Adriaan) Verweij (1849-1915) |                    | voorheen burgemeester van Deil                                          |
| 1905               | D.J. van Wijk                                           |                    |                                                                         |
| 15 mei 1905 - 1912 | Johannes Hendrik (J.H.) van Wessem                      |                    | Voorheen burgemeester van Meeuwen, Hill en Babyloniënbroek              |
| 1912 - 1915        | A.W. de Leeuw                                           |                    | later burgemeester van Everdingen en Hagestein                          |
| 1915 - 1917        | Th.H. Klinkhamer                                        |                    | eerder burgemeester van Berkenwoude, later burgemeester van Zevenhuizen |
| 1917 - 1918        | S.G.L.F. baron van Fridagh                              |                    |                                                                         |
| 1918               | D.J. van Wijk                                           |                    |                                                                         |
| 1918 - 1931        | jhr. Gilis Valckenier von Geusau                        |                    |                                                                         |
| 1931 - 1943        | Frederik Frans Roozeveld van der Ven                    |                    |                                                                         |
| 1943 - 1945        | J.F. Remmert                                            | NSB                |                                                                         |
| 1946 - 1964        | Frederik Willem Vernède                                 |                    |                                                                         |
| 1964 - 1978        | Mieke van der Wall-Duyvendak                            | PvdA               | tweede vrouwelijke burgemeester van Nederland                           |
| 1978 - 1993        | Ger (G.W.) Baris                                        | CHU/CDA            |                                                                         |
| 1993 - 2011        | Steven (S.W.) van Schaijck                              | VVD                |                                                                         |
| 2011               | Marianne (M.N.) Kallen-Morren                           | VVD                | waarnemend                                                              |
| 2011 - 2017        | Miranda (M.W.M.) de Vries                               | PvdA               |                                                                         |
| 2018 - 2019        | Jeroen (J.M.) Staatsen                                  | VVD                | waarnemend                                                              |